# Australian Championships 1959
Gli Australian Championships 1959 (conosciuto oggi come Australian Open) sono stati la 47ª edizione degli Australian Championships e prima prova stagionale dello Slam per il 1959. Si è disputato dal 16 al 26 gennaio 1959 sui campi in erba del Memorial Drive Park di Adelaide in Australia. Il singolare maschile è stato vinto dallo statunitense Alex Olmedo, che si è imposto sull'australiano Neale Fraser in 4 set. Il singolare femminile è stato vinto dall'australiana Mary Carter Reitano, che ha battuto la sudafricana Renee Schuurman in 2 set. Nel doppio maschile si è imposta la coppia formata da Rod Laver e Bob Mark, mentre nel doppio femminile hanno trionfato Renee Schuurman Haygarth e Sandra Reynolds Price. Il doppio misto è stato vinto da Sandra Reynolds Price e Bob Mark.

## Risultati

### Singolare maschile
Alex Olmedo ha battuto in finale  Neale Fraser con il punteggio di 6–1, 6–2, 3–6, 6–3

### Singolare femminile
Mary Carter Reitano ha battuto in finale  Renee Schuurman con il punteggio di 6–2, 6–3

### Doppio maschile
Rod Laver /  Bob Mark hanno battuto in finale  Don Candy /  Bob Howe con il punteggio di 9–7, 6–4, 6–2

### Doppio femminile
Renee Schuurman Haygarth /  Sandra Reynolds Price hanno battuto in finale  Lorraine Coghlan /  Mary Carter Reitano con il punteggio di 7–5,6-4

### Doppio misto
Sandra Reynolds Price /  Bob Mark hanno battuto in finale  Renee Schuurman Haygarth /  Rod Laver con il punteggio di 4–6, 13–11, 6–1